# Steve Forrest (musicus)

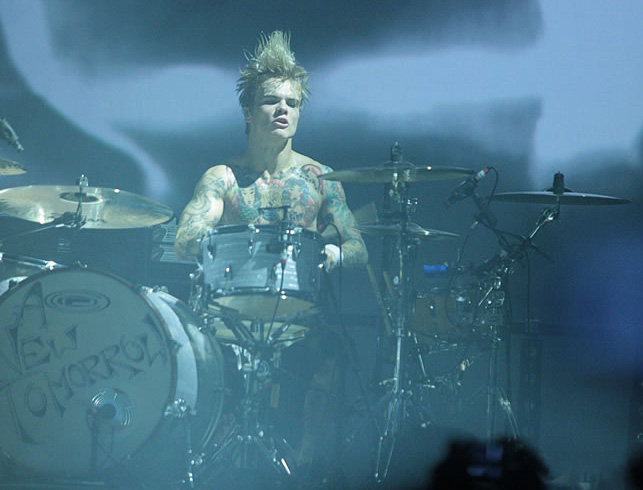
Steve Forrest in november 2009.

Steven (Steve) Forrest (25 september 1986, Modesto Californië). Hij is voormalig drummer van de rockband Evaline, en is uit deze band gestapt wegens problemen tussen hem en de zanger, Richard-Jonathan Perry, in 2007.
Steven Forrest is de zanger en akoestische gitarist van de band É Florentino (Voorheen bekend als Florence É Florentino, naamsverandering vanwege de band Florence and the Machine, waarmee ze niet verward wilden worden). Hij was, sinds begin 2008, de drummer van de alternatieve-rockband Placebo. Daar verving hij Steve Hewitt, die in 2007 de band verliet. Op 2 februari 2015 is via de site van de band bekendgemaakt dat Steve Forrest hen gaat verlaten om zich meer op zijn eigen werk te kunnen concentreren.
Op 26 juli 2020 werd zijn solo-album 'Stuck inside my head' uitgebracht.  
- MusicBrainz: 6a1d90cb-c9f8-4e20-a417-f96fc11af17f
- Nationale Bibliotheek van Tsjechië: xx0101339
- Virtual International Authority File: 96947101